# یواس‌ان‌اس میشن بوئناونتورا (تی-ای‌او-۱۱۱)
یواس‌ان‌اس میشن بوئناونتورا (تی-ای‌او-۱۱۱) (به انگلیسی: USNS Mission Buenaventura (T-AO-111)) یک کشتی بود که طول آن ۵۲۳ فوت ۶ اینچ (۱۵۹٫۵۶ متر) بود. این کشتی در سال ۱۹۴۴ ساخته شد.